# Processhabilitet
Processhabilitet eller processbehörighet innebär i svensk processrätt förmågan för en part att själv eller genom ombud agera i en rättegång.
Om en fysisk person saknar rättshandlingsförmåga i civilrättslig mening kommer han också att sakna processhabilitet, vilket bland annat är fallet för omyndiga personer. Juridiska personer kan av rent praktiska skäl naturligtvis aldrig själva ha processhabilitet, men istället kan deras talan föras av en ställföreträdare.